# Apollo Korzeniowski

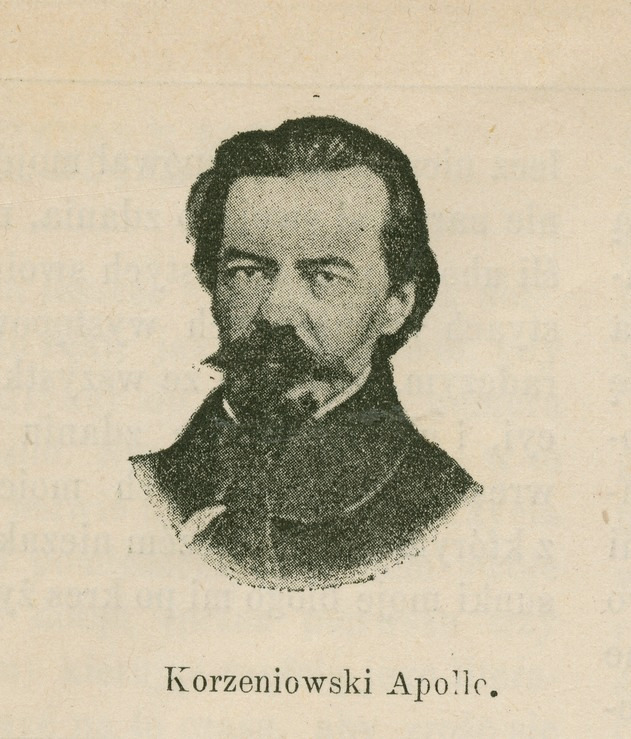

Apollo Nałęcz Korzeniowski (* 21. Februar 1820 in Honoratka; † 23. Mai 1869 in Krakau) war ein polnischer Schriftsteller und Patriot. Er ist der Vater von Joseph Conrad.

## Leben und Werk

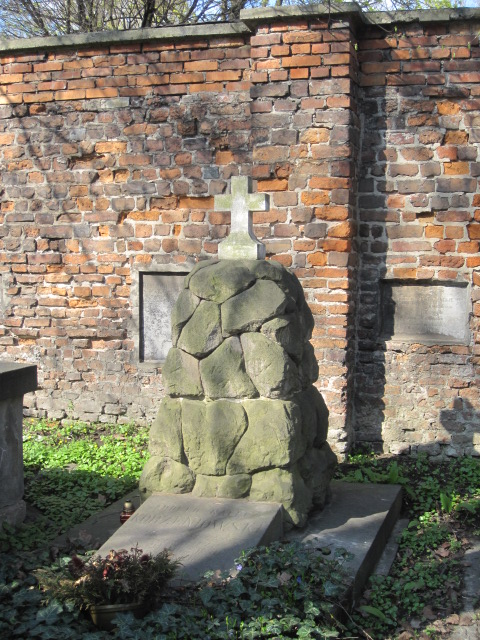
Korzeniowskis Grab auf dem Friedhof Rakowicki in Krakau.

Korzeniowski kam 1820 im Dorf Honorotka (ukrainisch Гоноратка), das nach den Polnischen Teilungen damals zum Russischen Kaiserreich gehörte und heute in der ukrainischen Oblast Winnyzja liegt, als Sohn von Teodor Korzeniowski und dessen Frau Julia, geborene Dyakiewicz, zur Welt. Sein Vater war ein verarmter Adliger aus der Wappengemeinschaft Nałęcz, der als Offizier in der Napoleonischen Armee gekämpft hatte und sich beim Novemberaufstand 1831 der Polnischen Armee anschloss.
Nach dem Besuch der Oberschule in Schytomyr immatrikulierte sich Korzeniowski an der Universität von Sankt Petersburg, wo er von 1840 bis 1846 Rechtswissenschaft und Orientalistik studierte. 1852 wurde er Gutsverwalter in einem Dorf namens Łuczyniec in Podolien.
Während des Krimkrieges 1854 beteiligte er sich an der Organisation eines Aufstandes in Polen. Diese Pläne zerschlugen sich jedoch, weil es der polnischen Seite nicht gelang, ausländische Unterstützung zu gewinnen.
1856 heiratete er Ewelina Bobrowska, mit der er 1857 ihren gemeinsamen Sohn Józef Korzeniowski bekam, der in Berdytschiw geboren wurde und später als Joseph Conrad Berühmtheit erlangen sollte. Zu Beginn 1859 zog die Familie nach Schytomyr um, wo Korzeniowski zuerst eine Anstellung bei einer publizistischen Gesellschaft und später bei der Leitung eines polnischen Theaters fand.
Zu der Zeit kursierten bereits eine Reihe von seinen Gedichten, die er in der Regel anonym veröffentlichte und die gelegentlich für das Werk des ebenfalls anonym veröffentlichenden Schriftstellers Zygmunt Krasiński gehalten wurden. Außerdem fertigte er eine Reihe von Übersetzungen französischer Autoren wie Alfred de Vigny und Victor Hugo sowie Korrespondenzen für Warschauer Zeitungen an.
Als sein Hauptwerk gelten seine beiden Theaterstücke: Komedia (Komödie) von 1854 und Dla miłego grosza (Für ein hübsches Sümmchen), das 1858 erschien und 1859 in Sankt Petersburg uraufgeführt wurde. Die gesellschaftskritische Satire Komödie wurde 1856 in Wilna veröffentlicht. Die darin harsche Kritik am polnischen Adel in der Ukraine sorgte jedoch für einen Skandal, so dass das Stück erst 1952 in Breslau seine Uraufführung erlebte.
Ende der 1850er Jahre verstärkte Korzeniowski sein soziales und politisches Engagement erneut und zog im Mai 1861 nach Warschau. Dort beteiligte er sich an der Organisation des Januaraufstandes. Er organisierte Demonstrationen, und in seiner Wohnung gründete sich im Oktober desselben Jahres ein geheimes Stadtkomitee. In der Nacht vom 20. auf den 21. Oktober wurde er von der zaristischen Obrigkeit verhaftet, im X. Pavillon der Zitadelle Warschau inhaftiert und im Mai des folgenden Jahres zur Verbannung ins 400 km östlich von Moskau gelegene Wologda verurteilt. Seine Frau folgte ihm mit dem Sohn in die Verbannung. Anfang 1863 wurde Korzeniowski gestattet, nach Tschernihiw nordöstlich von Kiew zu gehen, wo seine Frau 1865 starb.
Literarisch beschäftigte sich Korzeniowski im Exil mit William Shakespeare, zu dem er eine Studie verfasste (Studia nad dramatycznością w utworach Szekspira, deutsch etwa: Studie über das Dramahafte im Werk Shakespeares) und dessen Die Komödie der Irrungen er übersetzte. Aus dieser Zeit stammt auch seine Übertragung von Charles Dickens in Polnische.
Auf Grund seiner angegriffenen Gesundheit wurde es ihm Ende 1867 gestattet, Russland zu verlassen. Er zog ins damals österreichisch-ungarische Krakau, wo er 1869 wie seine Frau an der Tuberkulose starb. Sein Grab befindet sich auf dem Friedhof Rakowicki.